# Juan Ignacio González del Castillo
Juan Ignacio González del Castillo (Cádiz, 16 de febrero de 1763 - ibídem, 14 de septiembre de 1800) fue un comediógrafo español.

## Biografía
Hijo de Luis González y Juana Castillo, hidalgos pobres. Trabajó como apuntador en el Teatro Principal de Cádiz; allí estrenó también sus famosísimos sainetes; a los dieciséis años de su corta vida era ya el autor preferido de los públicos de Cádiz. Fue maestro de Juan Nicolás Böhl de Faber. Estuvo casado con Ana Benítez; se le persiguió por creérsele partidario de la Revolución francesa, pero su liberalismo se limitó a declamatorias frases en el poema La Galiada y en la tragedia Numa, y a censurar en la comedia La madre hipócrita a los padres que meten monjas a sus hijas sin tener vocación, lo que era usual entre los ilustrados de su época. Murió de peste el 14 de septiembre de 1800, y fue enterrado de limosna en el cementerio general del Señor San José, extramuros de la ciudad, por la parroquia del Señor San Antonio.

## Obra dramática
Escribió cuarenta y cuatro sainetes publicados tras su muerte en 1812 en la Isla de León, y luego en cuatro volúmenes por Adolfo de Castro en 1845. También escribió varias comedias interesantes, como La orgullosa enamorada, Una pasión imprudente ocasiona muchos daños y La madre hipócrita. Probó la zarzuela con La venganza frustrada.
Abasteció de sainetes, su género preferido, el Teatro Principal de Cádiz, donde fue apuntador. Llevó el majismo andaluz y andalucista, ya existente en la literatura de cordel y el folclore, a los tablados, por lo que cabe considerarlo un adelantado del costumbrismo romántico. Sin embargo, domina en él la crítica social más despiadada. No se trata, pues, de un costumbrismo inmovilista, sino cargado de crítica ilustrada e incipientemente liberal, que utiliza un lenguaje preñado de ironías, hipérboles, comparaciones, metonimias y metáforas degradatorias, disyunciones entre texto, tonos, gestos y movimientos de los actores, y uso de prevaricaciones idiomáticas por parte de los payos. No falta la música y abundan los bailes y canciones. Se cantan coplillas, como tiranas, tonadas, tonadillas, seguidillas y romances de ciego.
Su teatro apunta en oposiciones binarias: la ciudad frente al campo, el artesano contra las otras profesiones ciudadanas y el payo, y la maja contra el petimetre, en quien se veía la encarnación del nuevo poder burgués. Su teatro puede clasificarse en:
- Sainetes burlescos de tipos tradicionales rurales (alcalde, hidalgo rural o payo) no marcados por la rualidad como el avaro o el tutor, el vejete y el figurón, el letrado y el soldado fanfarrón. El aprendiz de torero, Los jugadores, El chasco del mantón, El soldado Tragabalas.
- Sainetes cómicos, como Los palos deseados y El recibo del paje.
- Sainetes descriptivos de ambiente rural, de ambiente popular urbano o de ambiente teatral. Los naturales opuestos, El baile desgraciado, La casa de vecindad, Los cómicos de la legua.
- Sainetes satíricos de costumbres de ambiente urbano, de costumbres populares urbanas, de las clases altas. Por ejemplo El café de Cádiz, La boda del Mundo Nuevo, Los caballeros desairados, El cortejo sustituto.
- Sainetes ´polémicos, como Los literatos y El médico poeta.

Es considerado junto al madrileño Ramón de la Cruz el autor más representativo del género sainetesco en el siglo XVIII.

## Obras
- Obras completas, edición de L. Cano, Madrid: Sucesores de Hernando, 1914, 3 vols.